# Югуш (деревня)
Югуш — деревня в Свердловской области, входящая в муниципальное образование Артинский городской округ. Расположена в 8 км на востоко-северо-восток от административного центра — посёлка городского типа Арти. Является частью Пристанинского сельского совета.

## Население
По данным 2010 года, в деревне проживает 8 человек.